# Zancliaanse vloed

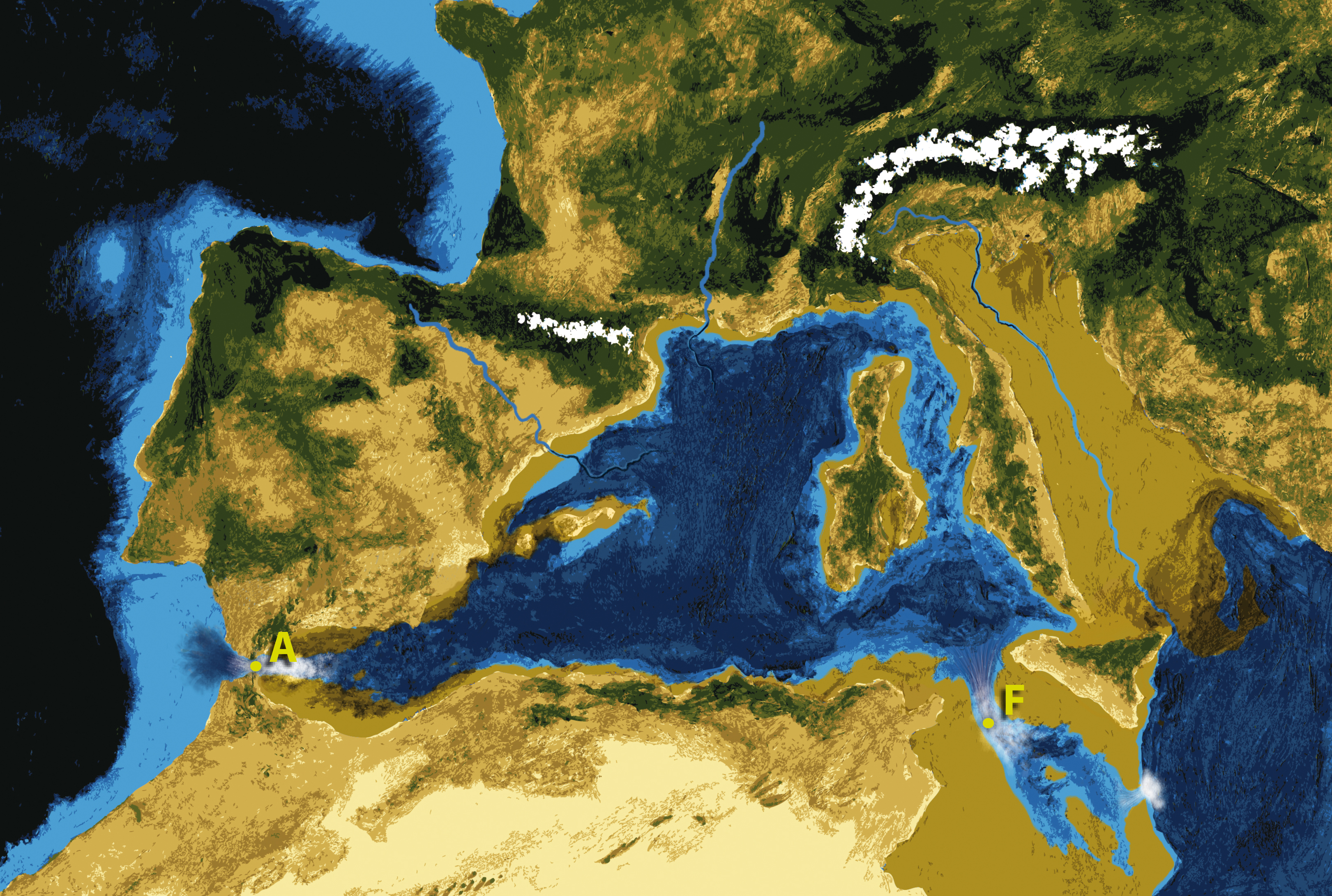
Artistieke interpretatie van de overstroming van de Middellandse Zee door de Straat van Gibraltar (A) en de Straat van Sicilië (F) ongeveer 5,3 miljoen jaar geleden

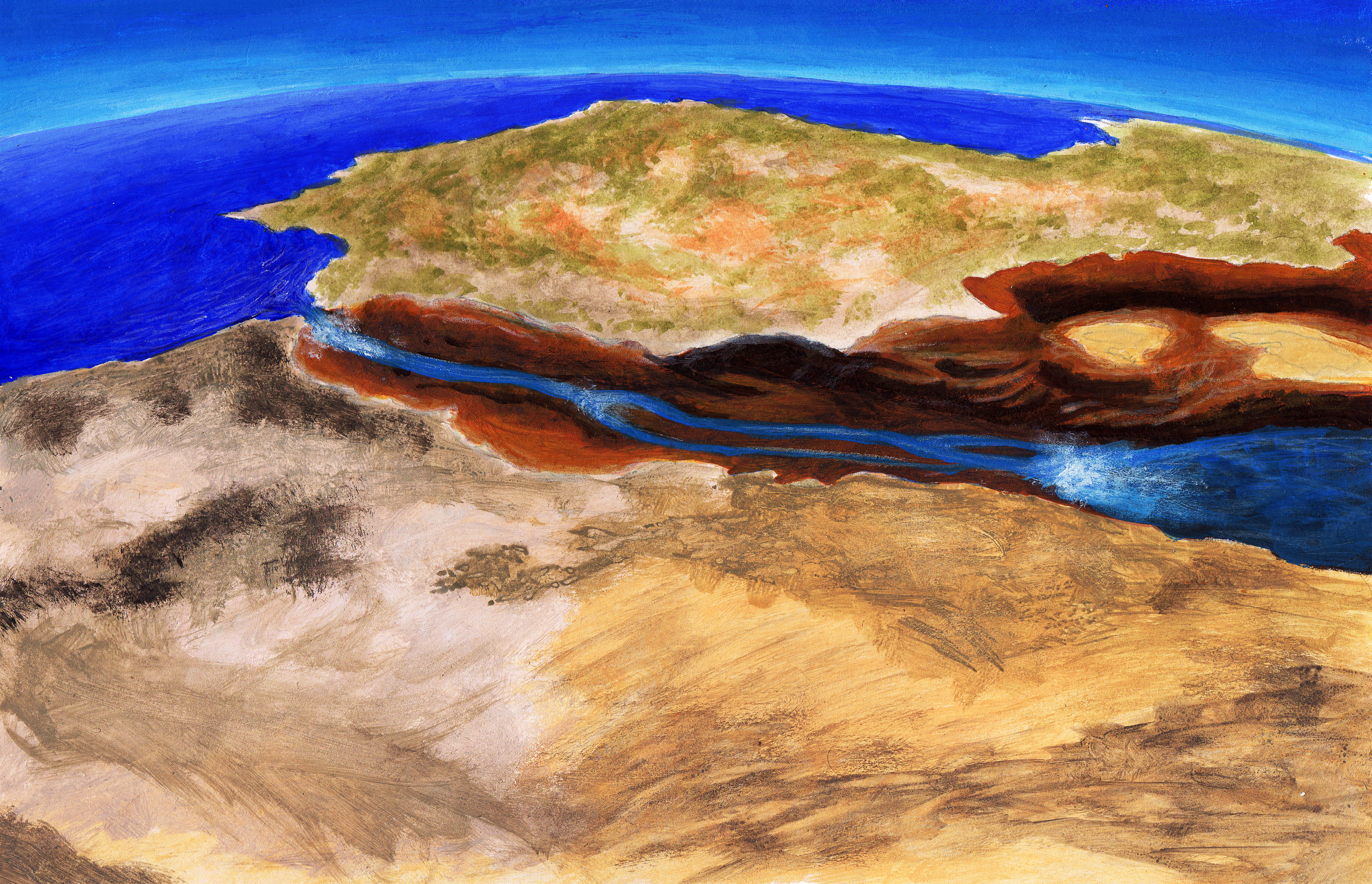
Artistieke interpretatie van de overstroming van de Middellandse Zee door de Straat van Gibraltar

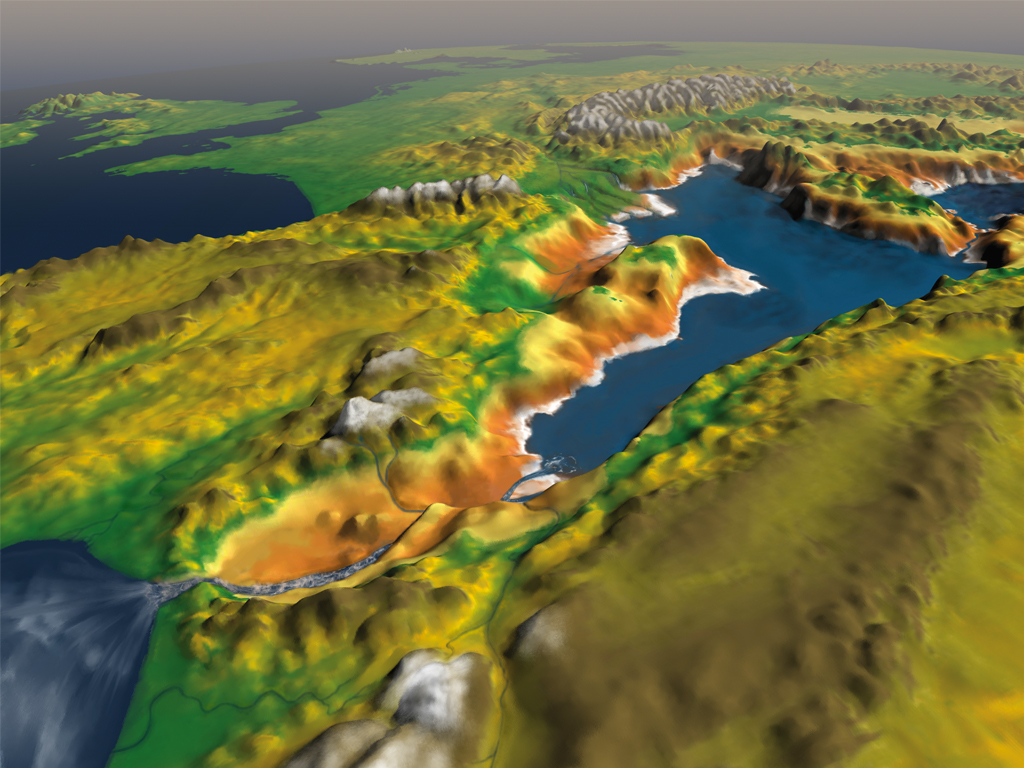
Artistieke interpretatie van de overstroming van de Middellandse Zee door de Straat van Gibraltar, waarbij de verticale schaal overdreven is voor een betere visualisatie. Het uitzicht op deze afbeelding is vanuit het zuidwesten van Gibraltar, met het toekomstige Iberisch schiereiland in het midden links, Noordwest-Afrika rechtsonder en de Britse eilanden in de linkerbovenhoek.

De Zancliaanse vloed of Zancliaanse zondvloed is een overstroming waarvan wordt aangenomen dat deze de Middellandse Zee 5,33 miljoen jaar geleden opnieuw heeft gevuld. Deze overstroming maakte een einde aan de Messiniaanse crisis en zorgde ervoor dat de Middellandse Zee opnieuw met de Atlantische Oceaan werd verbonden. Het is mogelijk dat er zelfs vóór de grote overstroming al gedeeltelijke verbindingen met de Atlantische Oceaan bestonden. De nieuwe verbinding markeert het begin van het Zanclien-tijdperk .
Volgens dit model vulde water uit de Atlantische Oceaan het opgedroogde bekken opnieuw via de huidige Straat van Gibraltar. Negentig procent van de overstroming in het Middellandse Zeebekken vond abrupt plaats in enkele maanden tot twee jaar. Dit had enkele duizenden jaren kunnen duren zonder de doorbraak. De stijging van het zeeniveau in het bekken zou soms een snelheid hebben bereikt van meer dan 10 meter per dag. Op basis van de erosiesporen onder het sediment uit het Plioceen sediment, wordt geschat dat het water stroomde tot wel 100 miljoen kubieke meter per seconde, ongeveer 1000 maal zoveel als de huidige Amazone. Uit onderzoek naar de ondergrondse structuur in de Straat van Gibraltar blijkt dat het stroomkanaal geleidelijk naar de bodem daalde, in plaats van met een steile waterval.

## Achtergrond
De geologische geschiedenis van de Middellandse Zee wordt beheerst door platentektoniek waarbij de Afrikaanse Plaat, de Arabische Plaat en de Euraziatische Plaat betrokken zijn. De ooit bestaande Tethysoceaan kromp hierdoor tot het westelijke deel van de huidige Middellandse Zee. Het is niet duidelijk waarom de Middellandse Zee tijdens het laatste Mioceen gescheiden werd van de Atlantische Oceaan. Het gevolg was dat de zee gedeeltelijk opdroogde toen de Guadalhorce- en Rifiaanse corridors, die voorheen de Middellandse Zee met de Atlantische Oceaan hadden verbonden, werden gesloten. Dit leidde tot de Messiniaanse crisis met de formatie van dikke zoutafzettingen op de voormalige zeebodem en erosie van de continentale hellingen. De Nijl en de Rhône hebben in deze tijd diepe kloven uitgesleten. Het waterpeil in de Middellandse Zee daalde gedurende deze tijd met kilometers; De exacte omvang van de daling en of deze gelijkmatig plaatsvond in het westelijke en oostelijke Middellandse-Zeegebied is onduidelijk. Het is mogelijk dat onderling verbonden zeeën op de bodem van de Middellandse Zee zijn achtergebleven.
De aanwezigheid van Atlantische vis in de afzettingen van Messinië en de hoeveelheid zout die werd afgezet tijdens de Messiniaanse crisis impliceert dat er zelfs vóór de Zancliaanse vloed een deel van de Atlantische Oceaan naar de Middellandse Zee stroomde. Al vóór de Zancliaanse vloed hadden de toegenomen neerslag en toevoer van rivieren het zoutgehalte van de overgebleven zee verlaagd,  waarbij het water vermoedelijk deels afkomstig was uit de Paratethyszee ten noorden van de Middellandse Zee.

## Gebeurtenis
De Zancliaanse vloed vond plaats toen de Straat van Gibraltar openging. Tektonische verzakkingen in de regio van Gibraltar hebben de drempel mogelijk verlaagd totdat ze doorbrak. De exacte oorzaak is niet bekend; breuken of zeespiegelstijging worden betwijfeld. De meest algemeen aanvaarde hypothese is dat een bestaande stroom, die al in de Middellandse Zee door de Straat van Gibraltar stroomde, verder erodeerde totdat de Atlantische Oceaan het overnam, en dat de Straat vóór deze erosie niet bestond.
Tijdens de vloed vormde zich een kanaal over de Straat van Gibraltar, dat begint bij de Camarinaldrempel in de Straat van Gibraltar, splitst zich rond de Vizconde de Eza hoogte in de Alboránzee en sluit uiteindelijk aan op het Alborankanaal voordat het zich splitst in verschillende takken die eindigen in het Algero-Balear-bekken. Het kanaal heeft een U-vorm in het begin, wat erop duidt dat het is gevormd tijdens een gigantische overstroming. De sector van het Zancliaans kanaal dat door de Camarinaldrempel loopt, kan echter een andere oorsprong hebben.
Of de vloed zich geleidelijk of als een catastrofale gebeurtenis heeft voorgedaan, is controversieel. Een catastrofale overstroming is door middel van modellen gesimuleerd. Eén eendimensionaal model gaat uit van een catastrofale overstroming van meer dan 10 tot 100 sverdrup. Een ander model gaat ervan uit dat het stromende water na de eerste doorbraak van de drempel erodeerde en het kanaal over de Straat van Gibraltar vormde, waardoor de waterstroom toenam, wat op zijn beurt de erosie vergrootte totdat het waterpeil in de Middellandse Zee voldoende was gestegen om de overstroming te vertragen.
In een dergelijk scenario zou een piekafvoer van meer dan 100 miljoen kubieke meters per seconde plaatsvinden bij watersnelheden van meer dan 40 meters per seconde. Een dergelijke stroomsnelheid is ongeveer duizend keer zo groot als de normale afvoer van de Amazone en tien keer zo hoog als de overstromingen van Missoula. Deze vloed zou via een relatief lichte helling in het Middellandse-Zeebekken zijn gestroomd, en dus niet als een gigantische waterval. Latere simulaties met meer expliciete geografie beperken de stroom tot ongeveer 100 sverdrup, wat neerkomt op 100 miljoen kubieke meters per seconde. Ze duiden verder op de vorming van grote gyres in de Alboránzee tijdens de overstromingen en dat door de overstroming, de Camarinaldrempel erodeerde met een snelheid van 40 tot 70 centimeter per dag. De exacte omvang van de overstroming is afhankelijk van de waterstanden van vóór de overstroming in de Middellandse Zee. Een hogere waterstand zou resulteren in een veel lichtere overstroming.
De overstroming trof aanvankelijk alleen de westelijke Middellandse Zee, omdat de drempel (verhoging van de zeebodem) in de Straat van Sicilië een barrière vormde die het bekken scheidde van het oostelijke Middellandse-Zeebekken dat waarschijnlijk overstroomde door de kloof van Noto over de Malta-helling;  Bovendien kan er op dat moment ook in de oostelijke Alboránzee een drempel hebben bestaan. Hoewel aanvankelijk werd aangenomen dat het vullen van de oostelijke Middellandse Zee duizenden jaren zou hebben geduurd, impliceerden latere schattingen van de omvang van het kanaal van de Straat van Gibraltar dat het veel sneller zou zijn gegaan, misschien zelfs in minder dan een jaar.
Een grote snelle overstroming is niet de enig mogelijke verklaring voor de herstelde verbinding van de Middellandse Zee met de Atlantische Oceaan en de daarmee gepaard gaande veranderingen in het milieu; een meer geleidelijke overstroming van de Middellandse Zee, eventueel via andere waterbronnen, is ook mogelijk. Deze variant wordt ondersteund door geologisch bewijs dat is gevonden langs de zuidelijke rand van de Alboránzee. 

## Tijdstip
Het exacte tijdstip van de Zancliaanse vloed is onzeker, maar mogelijk ongeveer 5,33 miljoen jaar geleden; Het einde van het Messinisch / Mioceen en het begin van het Zanclien / Plioceen wordt meestal in verband gebracht met de zondvloed.  De belangrijkste Zancliaanse vloed is mogelijk voorafgegaan door een eerdere kleinere overstroming. Uit de aanwezigheid van diepzeeterrassen kan worden geconcludeerd dat het vullen van de Middellandse Zee in verschillende pulsen plaatsvond. Het volledig opnieuw vullen van de Middellandse Zee kan ongeveer tien jaar hebben geduurd.

## Gevolgen
Door de Zancliaanse vloed ontstond de Straat van Gibraltar; het is twijfelachtig of deze zeestraat door tektonische of vulkanische gebeurtenissen gecreëerd kan zijn, aangezien de randen van de hoofdplaten niet door de zeestraat lopen en er weinig seismische activiteit in het gebied is. De huidige morfologie van de zeestraat wordt gekenmerkt door twee onderzeese drempels: de Camarinaldrempel, 284 meter diep op het diepste punt, en de diepere Esparteldrempel verder naar het westen. Het smalste deel van de zeestraat ligt ten oosten van beide drempels, en is daar aanzienlijk dieper. Het is mogelijk dat deze drempels pas na de overstroming zijn gevormd door beweging van aangrenzende gebieden door de zwaartekracht.
De Zancliaanse vloed veroorzaakte een grote verandering in de omgeving van het Middellandse-Zeebekken; de continentale "Lago Mare" gesteentefaciës werden vervangen door Zanclien-diepzeeafzettingen. De overstroming heeft mogelijk het mondiale klimaat beïnvloed, aangezien de veel kleinere overstroming die ontstond toen het Agassizmeer droogviel, zeker tot een koude periode had geleid. De veronderstelde effecten op afstand reikten tot aan de Loyaliteitseilanden op het zuidelijk halfrond.
Door de stijgende zeespiegel veranderde de Nijl in een ria tot aan Aswan, ongeveer 900 km landinwaarts. De Zancliaanse vloed zorgde voor het ontstaan van talloze eilanden in de Middellandse Zee, zoals Kreta, wat resulteerde in soortvorming van dieren die daar geïsoleerd raakten.  Ook verhinderde de vorming van de Straat van Gibraltar dat landdieren de grens tussen Afrika en Europa konden oversteken.  Verder zorgde de verbinding ervoor dat zeedieren zoals walvisachtigen en vinpotigen de Middellandse Zee vanuit de Atlantische Oceaan konden koloniseren. 
Bewijs van de overstroming is verkregen op sedimenten uit het Zanclien-tijdperk, zowel in boorgaten als in sedimenten die boven zeeniveau werden verheven. Een scherp erosieoppervlak scheidt het overstromingsoppervlak van vóór de Zancliaanse vloed van de jongere afzettingen, die altijd van mariene oorsprong zijn. 
Het water stroomde waarschijnlijk de westelijke Middellandse Zee binnen via Sicilië en de onderzeese kloof van Noto voor de kust van Avola in de Ionische Zee. Hierbij vormde zich een waterval van 1,5 km hoog. De snelheid waarmee de westelijke Middellandse Zee zich tijdens de overstroming vulde was ruim voldoende om aanzienlijke seismiciteit teweeg te brengen. De aardverschuivingen zouden kunnen leiden tot grote tsunami's met golfhoogten van 100 meter, waarvan het bewijs is gevonden in het Algeciras-bekken. De vulling van het bekken veroorzaakte tektonische spanningen, die de ontwikkeling van de Apennijnen zouden hebben beïnvloed.

## Soortgelijke overstromingen
Soortgelijke overstromingen hebben zich door de geschiedenis heen elders op aarde voorgedaan; voorbeelden zijn onder meer de overstroming van Bonneville in Noord-Amerika, waarbij Lake Bonneville via de Red Rock Pass overstroomde naar het Snake River Basin, en de zondvloedhypothese van de Zwarte Zee die een overstroming van de Middellandse Zee naar de Zwarte Zee via de Bosporus veronderstelt.